# Lijst van burgemeesters van Sint-Martens-Leerne

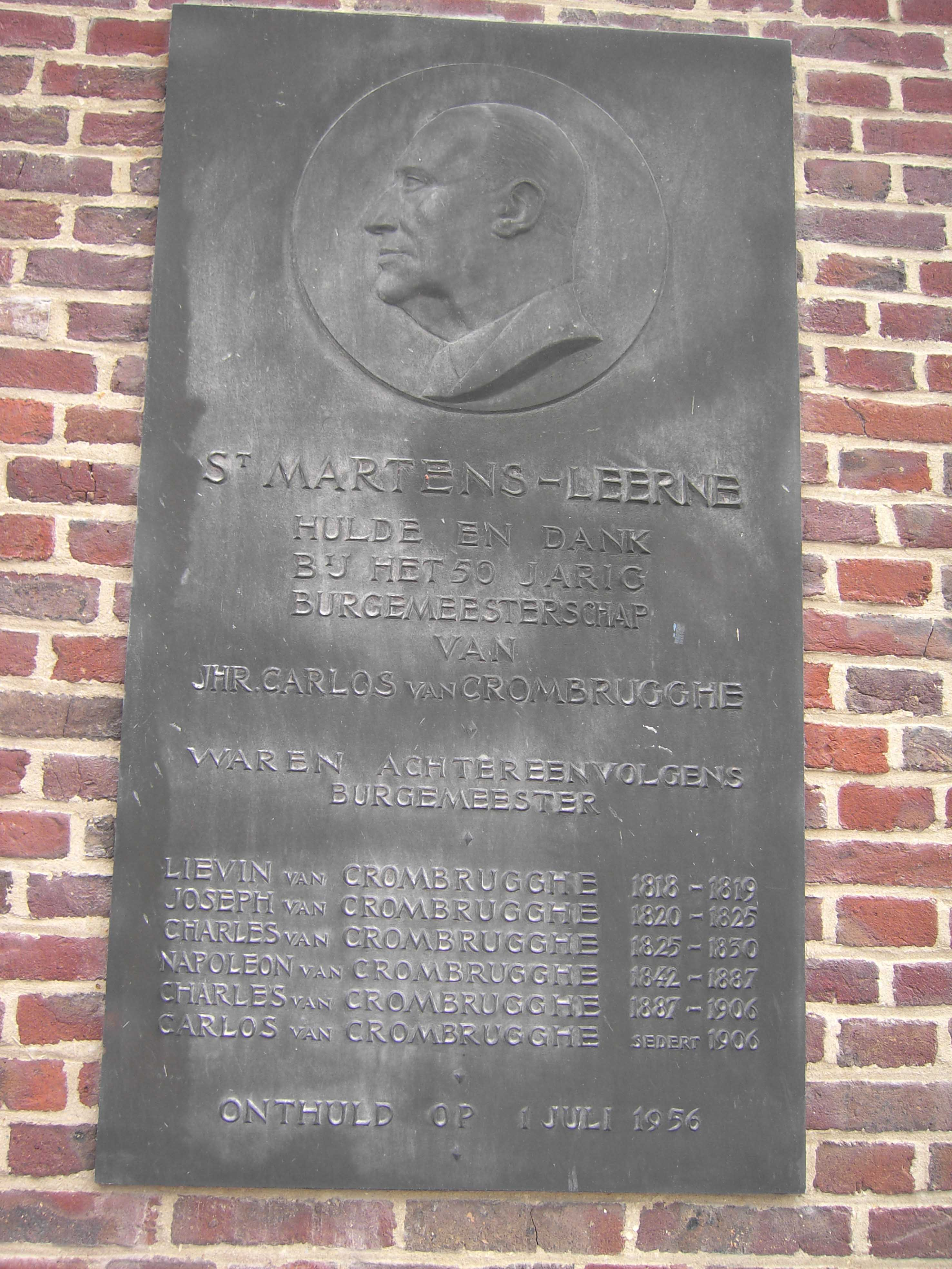
Huldebord aan de kerk.

Dit is de lijst van burgemeester van de voormalige Belgische gemeente Sint-Martens-Leerne, heden een deelgemeente stad Deinze. De gemeente werd bijna 150 jaar bestuurd door leden van dezelfde familie, namelijk de familie van Crombrugghe. Die bestuurde de gemeente van 1818 tot eind 1976, met één onderbreking van 12 jaar. In 1977 ging de gemeente op in de stad Deinze.
- 1818-1819 : Lieven van Crombrugghe
- 1820-1825 : Joseph van Crombrugghe
- 1825-1830 : Charles van Crombrugghe
- 1831-1842 : P. Van den Meerschaut
- 1842-1887 : Napoleon Van Crombrugghe
- 1887-1906 : Charles van Crombrugghe
- 1906-1956 : Carlos van Crombrugghe
- 1956-1978 : Carl van Crombrugghe

Een plaquette aan de kerk van Sint-Martens-Leerne herinnert aan deze familie.